# 大眼紅娘魚
大眼紅娘魚，為輻鰭魚綱鮋形目牛尾魚亞目角魚科的其中一種，分布於西太平洋的菲律賓及南中國海北部海域，棲息深度約271公尺，體長可達10.1公分，為深海底棲性魚類，屬肉食性。

## 擴展閱讀
維基物種上的相關：大眼紅娘魚